# Новогрудский, Александр Евсеевич
Алекса́ндр Евсе́евич Новогру́дский (12 (25) ноября 1911, Варшава — 27 февраля 1996, Москва) — советский сценарист, журналист, кинокритик. Заслуженный деятель искусств РСФСР (1982).

## Биография
Родился 12 ноября (по старому стилю) 1911 года в Варшаве в семье бухгалтера (впоследствии журналиста и редактора) Овсея (Евсея Юльевича) Новогрудского (1874—1951) и Двойры (Веры Ефимовны) Новогрудской (в девичестве Рутштейн, 1879—1945). С 1931 года работал редактором Всесоюзного Комитета по радиовещанию. Совместно с Афанасием Милькиным (1903—1938) написал киносценарий «Тревожная дорога», по которому на Московской кинофаборике был поставлен фильм «Измена» (1933). В 1933 году поступил на сценарный факультет Государственного института кинематографии (мастерская Валентина Туркина), который окончил в 1936 году.
В 1937—1941 годах — заместитель ответственного секретаря газеты «Кино», в 1942—1943 годах — газеты «Литература и искусство».
В 1944—1947 годах – член редколлегии газеты «Советское искусство». Затем работал корреспондентом ТАСС в Вене.
С 1959 года — член редколлегии журнала «Искусство кино», с 1963 года — член редколлегии журнала «Советский фильм».
Член Союза кинематографистов СССР. С 1965 года — председатель Всесоюзной комиссии теории и критики кино Союза кинематографистов.
В 1969—1970 и в 1974—1976 годах читал курс лекция «Драматургия документального фильма», в 1984—1986 годах руководил мастерской кинодраматургов документального фильма на Высших курсах сценаристов и режиссёров.
Автор ряда статей по вопросам кино.
Похоронен на Ваганьковском кладбище.

## Семья
Брат — Евгений Евсеевич Новогрудский (1921—1990), популяризатор науки, главный редактор журнала «Техника и наука».

## Фильмография
- 1933 — Измена (совместно с А. Милькиным)
- 1942 — Дочь моряка
- 1961 — Мы разбудим тебя, степь! (документальный, автор дикторского текста)
- 1961 — Годы и люди (документальный)
- 1963 — Товарищ такси (документальный)
- 1963 — Волшебный луч (совместно с И. Посельским и Р. Карменом)
- 1966 — Подвиг. Феликс Дзержинский (совместно с С. Зениным, премия Международного кинофестиваля в Лейпциге)
- 1967 — Огонь над Волгой
- 1968 — Гимнастёрка и фрак (совместно с С. Зениным)
- 1969 — Знамя над миром
- 1971 — Рассказы о коммунистах (совместно с Г. Капраловым)
- 1973 — Дети нашего века
- 1974 — И всё-таки я верю… (документальный, совместно с С.  Зениным и М. Роммом)
- 1974 — Там, за Перекопом…
- 1975 — Звёздная минута (совместно с С. Зениным и Л. Кулиджановым)
- 1975 — Открывая мир (документальный, при участии И. Григорьева)
- 1977 — Твой театр
- 1978 — Годы, равные векам
- 1989 — Александр Галич. Изгнание